# 富士X-Pro2
富士X-Pro2是2016年1月发布的无反光镜可换镜头数码相机。2015年10月末有记者发现富士在中国大陆工信部注册了一款名叫“X-Pro2”的无线局域网设备，两个月之后富士就推出了X-Pro2。X-Pro2是富士X系列相机的一部分，是X-Pro1的后继产品，其下一代产品是X-Pro3。X-Pro2于2016年3月3日开始发售。
X-Pro2是第一款具有双SD卡插槽的无反光镜可换镜头相机。 富士对X-Pro1的布局进行了一些更改，并加了一个操纵杆。
X-Pro2与其他参评的产品共同获得了2016年日本相机大奖赛（Camera Grand Prix Japan 2016）编辑奖。

## 重要特征
- 2430万像素，APS-C画幅 X-Trans CMOS III 传感器
- 与富士X卡口镜头系统兼容
- ISO 200–12800，可扩展至ISO 100–51200
- 支持1080p60帧或4k30帧的视频录制（4k需要升级固件到4.0及以上版本）[9][10][11]
- 混合OLED /光学取景器
- 1/8000秒机械快门
- 双存储卡插槽（首次用于无反光镜可换镜头相机）

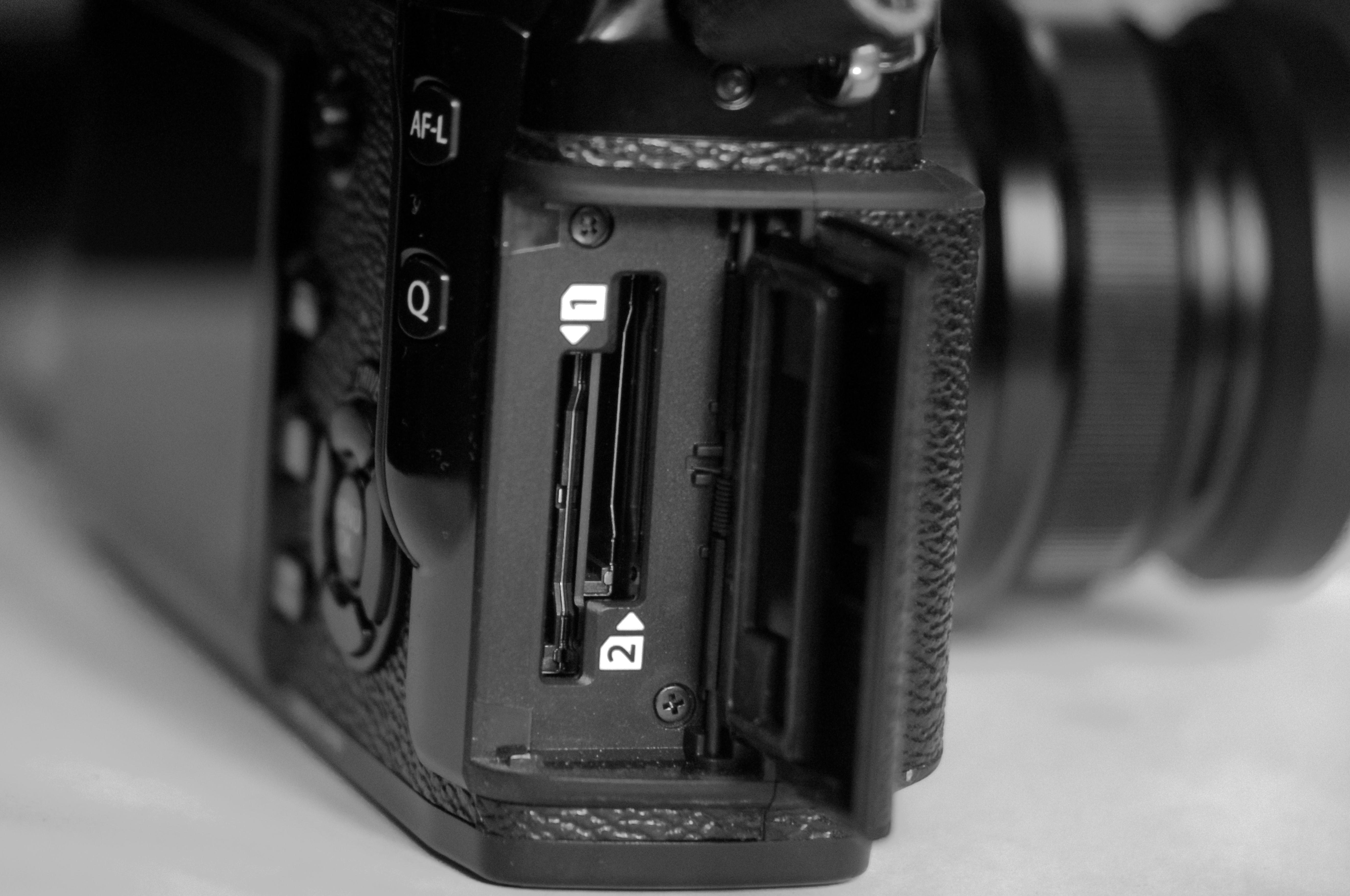
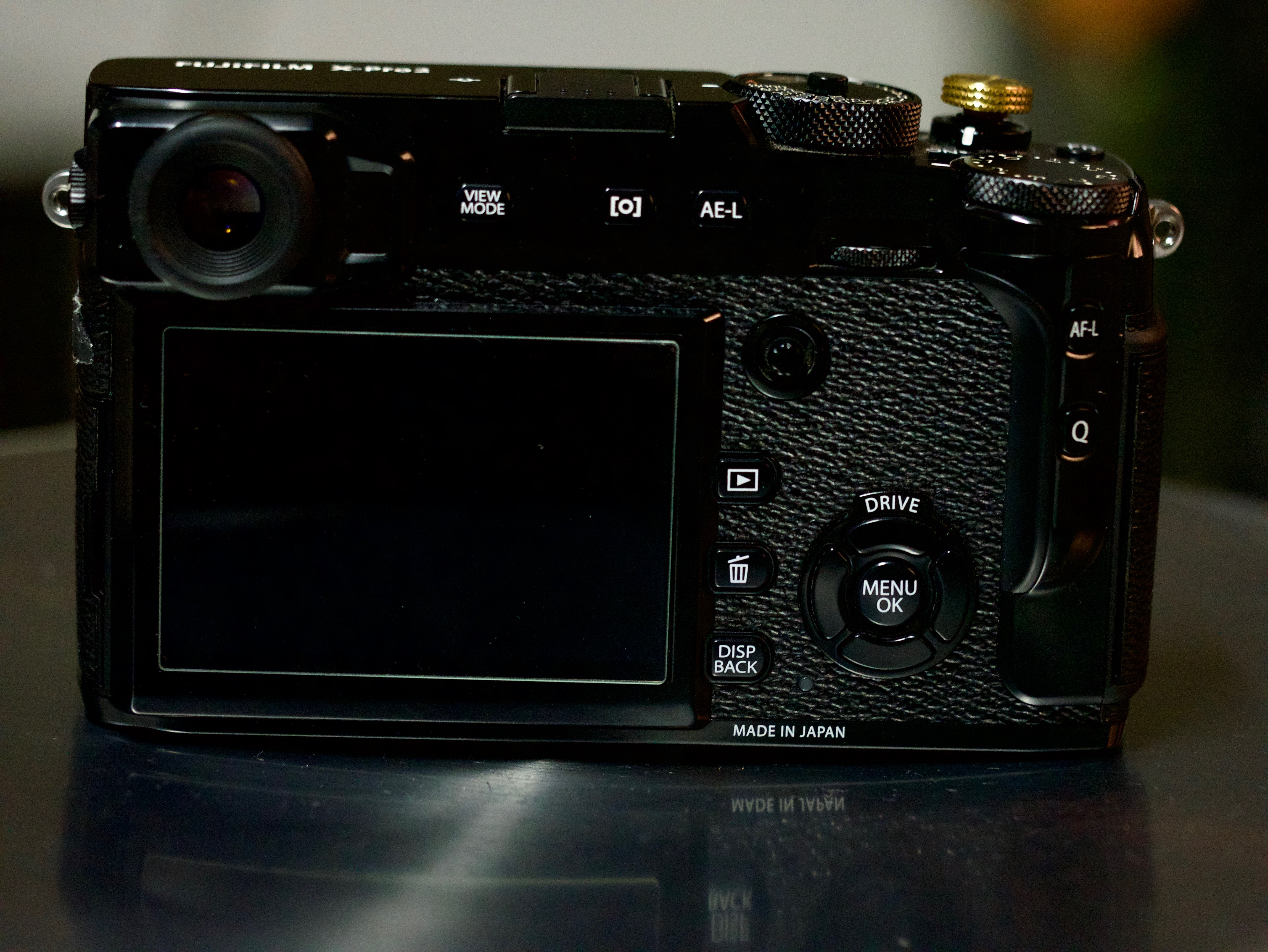
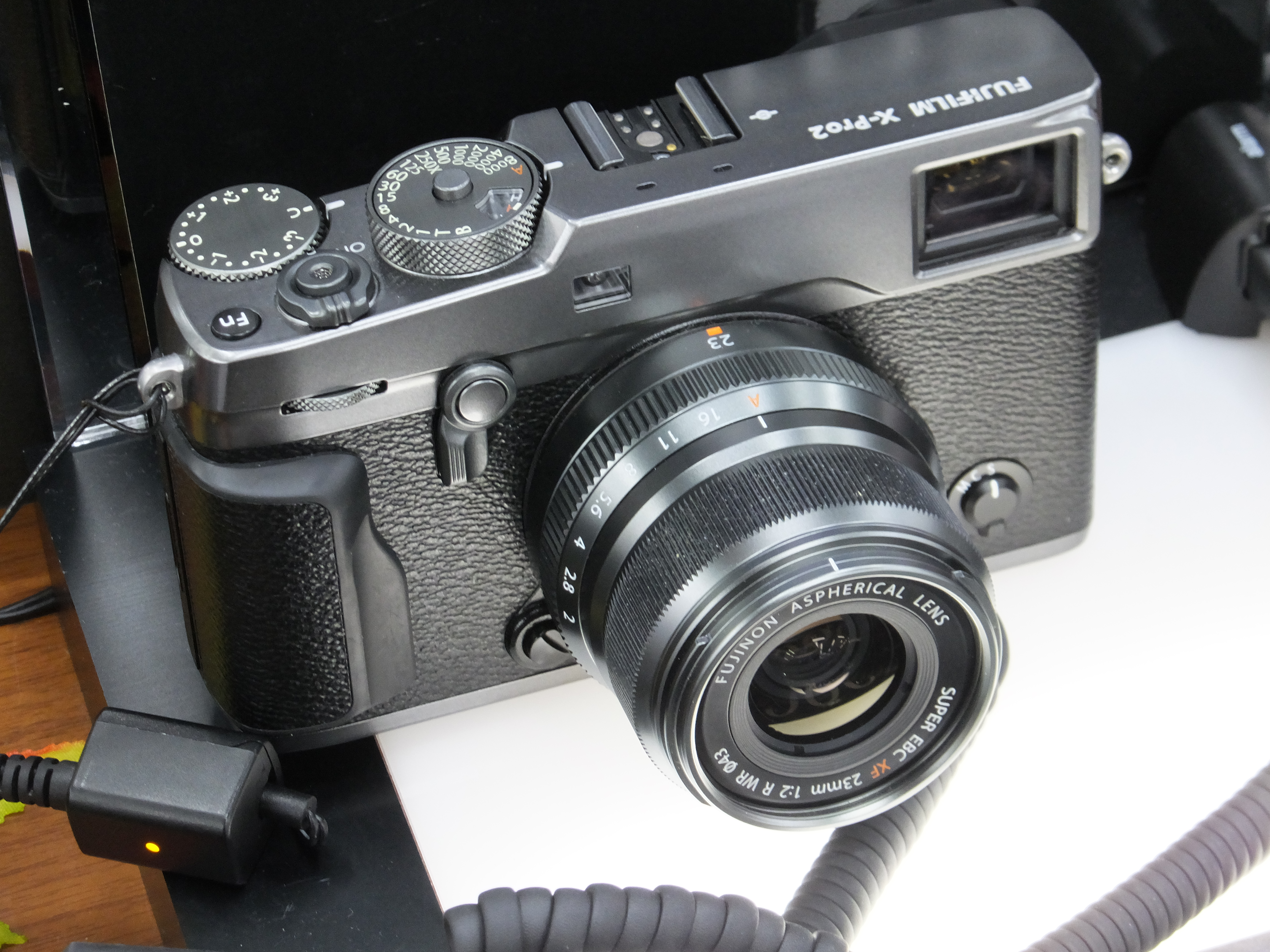